# Sinjong av Goryeo
Sinjong av Goryeo, född 1144, död 1204, var en koreansk monark. Han var kung av Korea 1197–1204. 